# Pietro Antonio Locatelli
Pietro Antonio Locatelli (Bèrgam, 3 de setembre de 1695 - Amsterdam, 30 de març de 1764) fou un compositor i violinista italià. Va ser considerat el Paganini del segle xviii.
Va ser un nen prodigi i el gener de 1711 va ser enviat a estudiar amb Arcangelo Corelli a Roma. Entre els anys 1717 i 1723 fou sol·licitat per a interpretar obres a l'Església de San Lorenzo de Damaso. L'any 1725 va ser nomenat mestre de capella. Més endavant, el 1727, viatja a Múnic, i l'any següent a Berlín.
Finalment, es va instal·lar a Amsterdam on es dedicà a l'ensenyament; va ser mestre, entre d'altres, de Jean-Marie Leclair. No va arribar a concedir més concerts públics, però si alguns de privats. El 1731, obtingué la cèdula que li atorgava el permís per imprimir la seva obra, que és principalment per a violí.

## Obra
Entre la seva producció destaca l'Art del violí, opus 3, obra publicada el 1733. És una col·lecció de dotze concerts per a violí que inclouen les cadències. A més, va escriure 24 capricis per a violí, peces d'una gran dificultat tècnica, com l'anomenada Il laberinto armonico. També trios, concerti grossi, i sonates per a flauta. En la seva obra inicial s'observa la influència de Corelli, i en les obres posteriors, la d'Antonio Vivaldi. En les seves peces per a violí utilitzava la tècnica virtuosística, i feia servir cadències llargues on poder expressar-se, i utilitza el registre agut, les cordes dobles i canvis de posició molt ràpids.

### Obres publicades
- Op. 1 (1721) - 12 concerti grossi (en fa, do menor, si bemoll, mi menor, re, do menor, fa, fa menor, re, do, do menor, sol menor)
- Op. 2 (1732) - 12 sonates per a flauta (en sol, re, si bemoll, sol, re, sol menor, la, fa, mi, sol, re, sol)
- Op. 3 (1733) - L'arte del violino, 12 concerts per a violí (en re, do menor, fa, mi, do, sol menor, si bemoll, mi menor, sol, fa menor, la, re "Il laberinto armonico")
- Op. 4 (1735) - 6 Introduttione teatrale (en re, fa, si bemoll, sol, re, do) i 6 concerti grossi (en re, fa, sol, mi, do menor, fa)
- Op. 5 (1736) - 6 trio sonates (en sol, mi menor, mi, do, re menor, sol "Bizarria")
- Op. 6 (1737) - 12 sonates per a violí (en fa menor, fa, mi, la, sol menor, re, do menor, do, si menor, la menor, mi bemoll, re menor)
- Op. 7 (1741) - 6 concerts a quatre (en re, si bemoll, sol, fa, sol menor, mi bemoll)
- Op. 8 (1744) - 10 trio sonates (en fa, re, sol menor, do, sol, mi bemoll, la, re, fa menor, la)
- Op. 9 (1762) – 6 concerts a quatre

## Audició
| Sonata en re, 1r moviment |
|                           |
|                           |
|                           |